# Rechtbank
Die Rechtbank ist in den Niederlanden ein Gericht der ersten Instanz.

## Geschichte
Das Gerichtssystem in den Niederlanden ist vom französischen Vorbild geprägt. Das Königreich Holland war in elf Departemente eingeteilt, die wiederum in Kantone gegliedert waren. Auf Ebene der Kantone wurden Friedensgerichte (Vredegerecht) eingerichtet, auf Ebene der Arrondissements Gerichte der ersten Instanz. Im Rahmen der Justizreform 1838 wurden aus den Friedensgerichte Untergerichte (Kantongerecht) und die Gerichte erster Instanz wurden zu Arrondissementsgerichten (Arrondissementsrechtbank). Übergeordnet waren Gerichte auf Provinzebene (provinciale gerechtshoven). Im Jahr 1877 und in den 1930er Jahren erfolgten Gerichtereformen, die die Zahl der Gerichte reduzierten. Mit Wirkung vom 1. April 2013 wurden die Untergerichte aufgehoben und sind nun Teil der Rechtbank. Ebenfalls aufgehoben und in die heutige Rechtbank umgewandelt wurden die Arrondissementsrechtbanken.

## Aufgaben
Im Bereich des Zivilrechts dient die Rechtbank als Eingangsgericht. In Sachen mit einem Streitwert bis 25.000 € werden von Einzelrichtern in den früheren Untergerichten behandelt, höhere Streitwerte durch die Rechtbank als Einzelrichter oder als Kammern aus je drei Richtern.
Im Bereich des Strafrechts entscheidet in einfachen Fällen ein Einzelrichter und in schwereren Fällen eine Kammer aus je drei Richtern der Rechtbank. In die Rechtbank integriert sind Fachrichter beispielsweise für Militärsachen, Wirtschaftssachen oder Jugendsachen. Es bestehen also keine gesonderten Fachgerichte.
Auch für den Bereich des Verwaltungsrechtes dienen die Rechtbanken als Eingangsgerichte.

## Instanzenzug
In Straf- und Steuersachen sowie in Rechtsstreitigkeiten auf dem Gebiet des Zivilrechts kann gegen die Urteile der Rechtbanken Berufung bei einem der vier gerechtshoven (Einzahl: gerechtshof) eingelegt werden. Diese sind:
- Gerechtshof Amsterdam (GHAMS)
- Gerechtshof Arnhem-Leeuwarden (GHARL)
- Gerechtshof Den Haag (GHDHA)
- Gerechtshof 's-Hertogenbosch (GHSHE)

Gegen Entscheidungen der gerechtshoven ist Kassation beim Hohen Rat möglich. Berufungsinstanz auf dem Gebiet des Verwaltungsrechts, selten auch erste Instanz, ist entweder der Centrale Raad van Beroep (Sozial- und Beamtenrecht), das College van Beroep voor het bedrijfsleven (Wirtschaftsverwaltungsrecht) oder der Raad van State (übriges Verwaltungsrecht); gegen Urteile dieser Gerichte gibt es keine Rechtsmittel.

## Liste der Rechtbanken
In den Niederlanden bestehen 11 Rechtbanken: 
- Rechtbank Amsterdam
- Rechtbank Den Haag
- Rechtbank Gelderland
- Rechtbank Limburg
- Rechtbank Midden-Nederland
- Rechtbank Noord-Holland
- Rechtbank Noord-Nederland
- Rechtbank Oost-Brabant
- Rechtbank Overijssel
- Rechtbank Rotterdam
- Rechtbank Zeeland-West-Brabant.